# Celles (Dordogne)
Celles – miejscowość i gmina we Francji, w regionie Nowa Akwitania, w departamencie Dordogne.
Według danych na rok 1990 gminę zamieszkiwało 597 osób, a gęstość zaludnienia wynosiła 21 osób/km² (wśród 2290 gmin Akwitanii Celles plasuje się na 647. miejscu pod względem liczby ludności, natomiast pod względem powierzchni na miejscu 307.).